# Bdeogale nigripes
La mangusta dai piedi neri (Bdeogale nigripes Pucheran, 1855) è un mammifero carnivoro della famiglia degli Erpestidi.

## Descrizione
Lunga 55–65 cm e pesante 2-3,5 kg, quella dai piedi neri è una mangusta grossa e massiccia, con testa pesante (lunghezza condilo-basale più di 100 mm), mascelle robuste, muso largo; il naso è un po' ingrossato, spesso nocciola chiaro o rosa carne. Le orecchie sono arrotondate, con bordo peloso. Gli arti, di media lunghezza, sono robusti e le zampe hanno quattro tozze dita (manca il primo dito) e artigli brevi e forti. Le suole plantari anteriori sono quasi nude, quelle posteriori pelose. Nella dentatura (di 40 denti) si notano canini dritti, lateralmente compressi, il primo premolare superiore e quello inferiore molto piccoli e il quarto premolare superiore molariforme. Ha pelo fitto, molto corto e aderente al corpo, quasi rasato su testa e muso, lungo sulla coda. Il corpo è grigio-bruno chiaro, finemente brizzolato; testa e gola sono grigio-biancastro; petto, torace e parte terminale degli arti sono bruno neri. Il ventre è poco più chiaro del dorso e la coda è tutta bianco-grigio o candida. Ha ghiandole anali ben sviluppate.

## Distribuzione e habitat
La mangusta dai piedi neri si trova solamente nelle foreste pluviali dell'Africa centrale; il suo areale si estende dal fiume Cross, a ovest, attraverso Camerun e Repubblica Centrafricana, fino a Guinea Equatoriale, Gabon, Repubblica del Congo e Repubblica Democratica del Congo a nord del fiume Congo a sud e alla Rift Valley, nella Repubblica Democratica del Congo orientale, a est. Nonostante quanto veniva affermato in passato, non vive in Angola. Si incontra fino ai 1000 m di altitudine.

## Biologia
Quasi notturna, vive sola o in coppie, in tane o altri ripari. Di abitudini terricole, non si arrampica volentieri sugli alberi. Si nutre di formiche e altri invertebrati, piccoli roditori e anfibi, ma anche di frutti. La durata della gestazione è sconosciuta e il parto è uniparo; il piccolo ha pelo lanoso e lungo, con zampe non ancora scure.